# Caroline Chick Jarrold
Caroline Chick Jarrold, née le 27 septembre 1967 est une physico-chimiste qui est nommée professeure dotée de la classe de 1948 Herman B Wells à l'Université de l'Indiana à Bloomington en 2018. Les recherches menées par son groupe visent à atténuer les problèmes liés à l'énergie et à l'environnement.

## Biographie
Caroline grandit à Detroit, Michigan et obtient un baccalauréat ès sciences en chimie de l'Université du Michigan en 1989. Elle travaille sous la direction du professeur A.H Francis, un physicien chimiste et termine son doctorat en chimie physique à l'Université de Californie à Berkeley sous la direction de Daniel Neumark. En tant que boursière postdoctorale du président de l'Université de Californie à l'UCLA, Caroline travaille sous la direction de James R. Heath jusqu'à son départ pour rejoindre la faculté de chimie de l'Université de l'Illinois à Chicago en 1997. En 2002, elle rejoint la faculté de chimie de l'Université de l'Indiana à Bloomington où elle mène encore aujourd'hui des recherches.
Ses recherches utilisent les applications de la réactivité en phase gazeuse, de la spectrométrie de masse, des spectroscopies de photodétachement d'anions et de la chimie computationnelle, et ses recherches portent sur : la conception et l'optimisation de catalyseurs hétérogènes avec des températures de fonctionnement plus basses, l'oxydation de composés organiques volatils dans des complexes de réaction atmosphérique et l'exploration. des structures électroniques qui apparaissent dans les complexes de lanthanides hétéronucléaires,.
Elle reçoit la Médaille Garvan-Olin en 2020 .